# هاري لورانس فريمان
هاري لورانس فريمان (بالإنجليزية: Harry Lawrence Freeman)‏ هو ملحن أمريكي، ولد في 9 أكتوبر 1869، وتوفي في 24 مارس 1954.

## وصلات خارجية
- هاري لورانس فريمان على موقع قاعدة بيانات برودواي على الإنترنت (الإنجليزية)